# Тигровая ципрея
Тигровая ципрея, или тигровая каури, или тигровая ужовка (Cypraea tigris), — брюхоногий моллюск из рода Ципреи.

## Описание
Размеры раковины 42—153 мм. Раковина крупная, инволютная, шаровидно-овальной формы. Общая окраска вариабельная. Спинная поверхность белая с тёмно-коричневыми или чёрными пятнами, размер и расположение которых варьирует. Основание раковины белого цвета, имеет выраженные зубцы на наружной губе, а также короткие зубцы на колумелле.
Мантия моллюска состоит из полупрозрачных чёрных и серых участков, испещрённых тончайшими полосами, с толстыми, слабо разветвлёнными, белыми на концах папиллами.

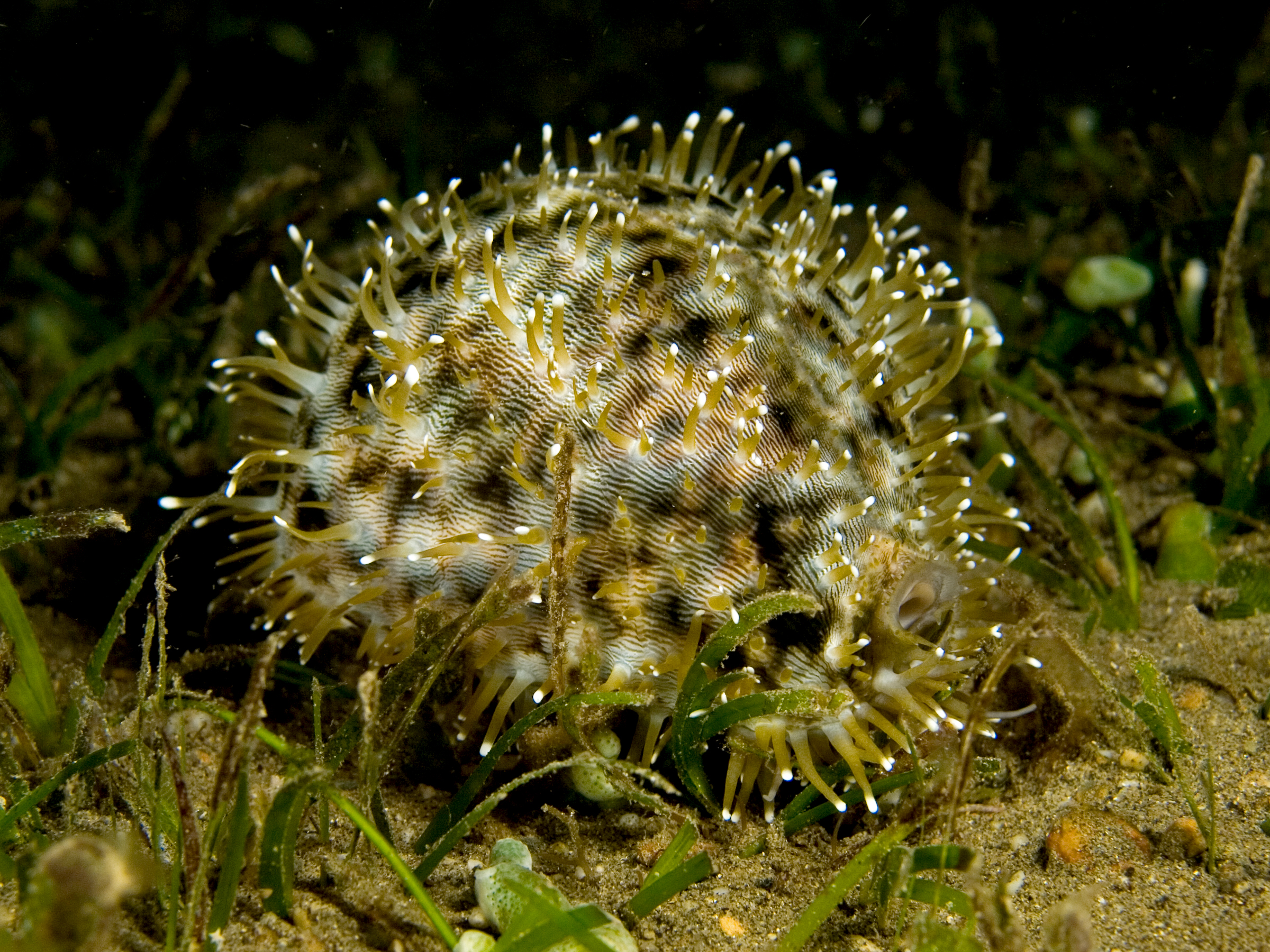
Живой моллюск

## Ареал
Тропический Индо-Тихоокеанский район. От Австралии до Филиппин, далее вдоль восточного побережья Африки, включая воды около Мадагаскара.

## Биология вида
Обитает на мелководных участках коралловых рифов, на глубине 10—40 метров.
Предпочитает песчаный грунт, а также встречается на участках подводных скал и утёсов с зарослями морских водорослей.
Моллюск ведёт ночной образ жизни. Питается морскими водорослями, которые соскребает с помощью радулы, а также губками и мшанками.

## Использование человеком
Раковины данного моллюска использовались человеком ещё в древности. Их находили при раскопках доисторических поселений близ Гента, в галло-романских некрополях Монтерозато, в Помпеях, в Винницкой области, у села Косаново, в захоронениях так называемой Черняховской культуры (II—V вв н. э.).
На Гавайских островах коренное население использовало тигровую ципрею в качестве приманки при ловле осьминогов, а также в качестве ценного пищевого продукта. Из их раковин изготавливали скребки для обдирания коры деревьев и выскребания кокосовых орехов.
В дореволюционном Петербурге во многих зажиточных домах было модно использовать раковины этого моллюска в качестве набалдашника для дверной ручки.

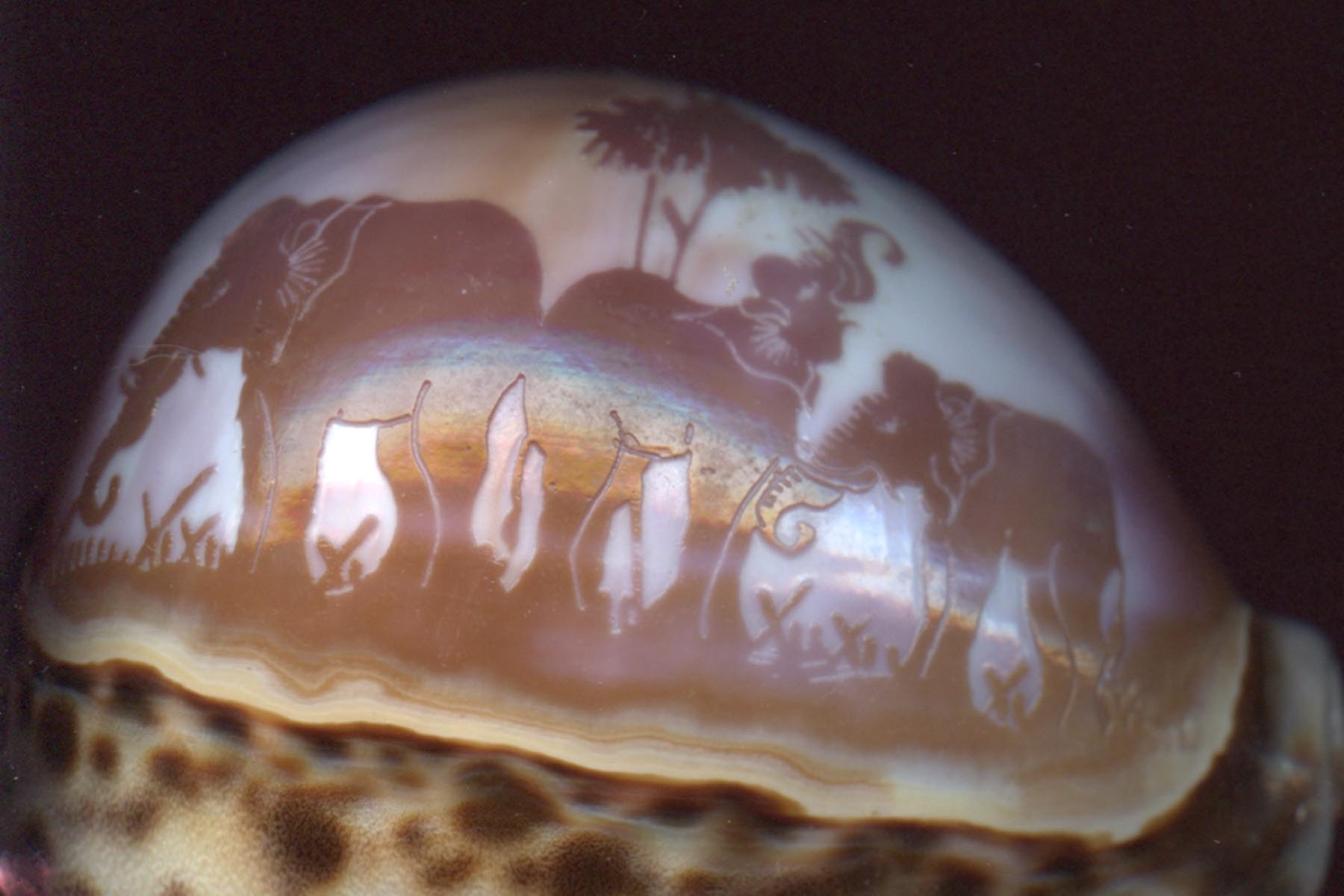
Декоративная резьба по раковине тигровой ципреи

Раковины тигровой ципреи являются одним из наиболее распространённых сувениров, привозимых отдыхающими как с курортов черноморского побережья, так и из портовых городов Средиземноморья и Восточной Африки. Часто раковины данного моллюска украшают художественной резьбой — наиболее популярны вырезанные фигурки животных, знаки зодиака, или надписи, обозначающие название курортных городов.
В некоторых европейских странах сохранился обычай дарить девушкам на свадьбу раковину этого моллюска с выгравированным на ней крестом, как амулет от бесплодия.
В некоторых странах огромное количество раковин этого моллюска пережигают на известь.